# 圣阿维 (德龙省)
圣阿维（法語：Saint-Avit）是法国德龙省的一个市镇，属于瓦朗斯区（Valence）圣瓦利耶县（Saint-Vallier）。该市镇总面积8.94平方公里，2009年时的人口为326人。

## 人口
圣阿维人口变化图示